# Dystactula natalensis
Dystactula natalensis är en bönsyrseart som beskrevs av Johann Heinrich Kaltenbach 1996. Dystactula natalensis ingår i släktet Dystactula och familjen Mantidae. Inga underarter finns listade i Catalogue of Life.